# Mark Yeates
Mark Stephen Yeates (né le 11 janvier 1985 à Tallaght, en Irlande), est un footballeur irlandais. Il joue au poste d'ailier.

## Carrière en club

### Middlesbrough
Le 26 juin 2009, Mark Yeates, ancien joueur de Colchester United, signe pour le club de Middlesbrough un contrat de trois ans. Il débute sous ses nouvelles couleurs le 7 août 2009 en prenant part à la rencontre Middlesbrough-Sheffield United (0-0). Peu utilisé par son entraîneur Gordon Strachan (seulement 11 matchs en championnat, dont 11 fois comme titulaire), il quitte les Smoggies quelques mois plus tard et s'engage à Sheffield United en janvier 2010, signant un contrat de deux ans et demi.

### Sheffield United
Son nouvel entraîneur, Kevin Blackwell, lui accorde toute sa confiance et le propulse titulaire dans l'équipe. À la fin de la saison, l'arrivée de Gary Speed comme nouvel entraîneur du club ne change pas les choses et Yeates continue de jouer la plupart des matchs du club. Mais la saison 2010-2011 est difficile pour Sheffield qui termine à la 23e place de Championship, se voyant ainsi condamné à la descente en League One. Plusieurs joueurs quittent le club, au nombre desquels figure Yeates.

### Watford
Il signe un contrat de deux ans pour Watford le 13 juillet 2011.

### Bradford
Il rejoint Bradford City le 3 juillet 2013.

### Oldham Athletic
Il signe à Oldham Athletic le 25 août 2015.

### Blackpool
Il rejoint Blackpool FC le 7 janvier 2016.

### Notts County
Le 31 janvier 2017, il rejoint Notts County.

## Carrière internationale
Mark Yeates compte trois sélections en équipe de république d'Irlande espoirs de football pour des matchs joués en 2006.